# Spadaj mała
Spadaj mała – drugi album zespołu Fanatic wydany w 1991 roku. 

## Lista utworów
1. Spadaj mała
2. Majka
3. List do Violetty (potem znany jako Wołam S.O.S.)
4. Wielka podróż
5. Nonko Belle (instr.)
6. California
7. Tak niewiele
8. Chicago
9. Karina
10. Jeśli powiesz